# Isakly
Isakly (in russo Исаклы?) è un villaggio dell'oblast' di Samara in Russia; è il centro amministrativo del distretto Isaklinskij.
Si trova nella parte nord-orientale della regione, sulla riva destra del fiume Sok, circa 135 km a nord-est del capoluogo della oblast' Samara.